# Pablo Prigioni
Pablo Prigioni, né le 17 mai 1977 à Río Tercero, est un joueur et entraîneur argentin de basket-ball. Pendant sa carrière de joueur, il évolue au poste de meneur.

## Biographie
Le 18 février 2015, il fait l'objet d'un transfert qui l'envoie rejoindre la franchise des Rockets de Houston.
Le 19 juillet 2015, il est transféré aux Nuggets de Denver avec Kóstas Papanikoláou, Joey Dorsey, Nick Johnson et un premier tour de draft 2016 contre Ty Lawson et un second tour de draft 2017. Mais, il est coupé le lendemain par les Nuggets.
Le 22 juillet 2015, il signe pour le minimum vétéran chez les Clippers de Los Angeles.
Le 14 juillet 2016 il revient aux Rockets de Houston pour 2 ans mais son contrat est rompu quelques jours plus tard. En décembre 2016, Prigioni signe un contrat avec le Saski Baskonia, où il a déjà joué entre 2003 et 2009, jusqu'à la fin de la saison 2016-2017. En janvier 2017, Prigioni annonce qu'il prend sa retraite de joueur.
En juin 2017, Sito Alonso quitte le poste d'entraîneur du Saski Baskonia pour le FC Barcelone. Prigioni est nommé entraîneur du club basque où il signe un contrat de deux ans. Mécontent des mauvais résultats de l'équipe au début de la saison (3 défaites en 3 matches en Euroligue et 3 défaites en 5 matches en Liga ACB), il démissionne de son poste d'entraîneur fin octobre. Pedro Martínez est nommé entraîneur du Saski Baskonia peu après,.
En 2018, Prigioni rejoint les Nets de Brooklyn en tant qu'entraîneur adjoint. En juin 2019, Prigioni rejoint les Timberwolves du Minnesota en tant qu'entraîneur adjoint,.

## Clubs successifs
- 1997 – 1998 :  Belgrano San Nicolás
- 1998 – 1999 :  Obras Sanitarias
- 1999 – 2001 :  Baloncesto Fuenlabrada (ACB)
- 2001 – 2002 :  Lucentum Alicante (LEB)
- 2002 – 2003 :  Lucentum Alicante (ACB)
- 2003 - 2009 :  Saski Baskonia (ACB)
- 2009 - 2011 :  Real Madrid (ACB)
- 2011 - 2012 :  Saski Baskonia (ACB)
- 2012 - 2015 :  Knicks de New York (NBA)
- 2015 :  Rockets de Houston (NBA)
- 2015 - 2016 :  Clippers de Los Angeles (NBA)
- 2016 - 2017 :  Saski Baskonia

## Palmarès

### NBA
- Champion de la Division Atlantique en 2013 avec les Knicks de New York.

### Club
- Vainqueur de la Coupe du Roi : 2004, 2006
- Vainqueur de la Supercoupe d'Espagne : 2006
- Champion d'Espagne 2008

### Sélection nationale
- Jeux olympiques d'été
  -  Médaille de bronze aux Jeux olympiques de 2008 à Pékin, Chine
- Championnat du monde
  - 4e au Championnat du monde 2006 au Japon
  - 5e au Championnat du monde 2010 au Turquie
- Championnat des Amériques
  -  Vainqueur du Championnat des Amériques 2011 à Mar del Plata, Argentine
  -  Médaille d'argent au Championnat des Amériques 2003
  -  Médaille d'argent au Championnat des Amériques 2007
  -  Médaille de bronze au Championnat des Amériques 2009
- Championnat d’Amérique du Sud
  -  Médaille d'argent du championnat d'Amérique du Sud : 2003

### Distinctions personnelles
- Élu joueur ayant le plus progressé du championnat argentin : 1999
- Meilleur intercepteur de Liga ACB : 2003

## Records sur une rencontre en NBA
Les records personnels de Pablo Prigioni en NBA sont les suivants, :
| Type de statistique        | Saison régulière | Saison régulière                | Saison régulière | Playoffs | Playoffs                  | Playoffs      |
| Type de statistique        | Record           | Adversaire                      | Date             | Record   | Adversaire                | Date          |
| -------------------------- | ---------------- | ------------------------------- | ---------------- | -------- | ------------------------- | ------------- |
| Points                     | 14               | Rockets de Houston              | 17 décembre 2012 | 14       | @ Celtics de Boston       | 3 mai 2013    |
| Paniers marqués            | 5                | 3 fois                          | 3 fois           | 5        | @ Celtics de Boston       | 3 mai 2013    |
| Paniers tentés             | 15               | @ Suns de Phoenix               | 13 avril 2016    | 9        | @ Celtics de Boston       | 3 mai 2013    |
| Paniers à 3 points réussis | 4                | @ Mavericks de Dallas           | 26 novembre 2014 | 4        | @ Celtics de Boston       | 3 mai 2013    |
| Paniers à 3 points tentés  | 7                | 2 fois                          | 2 fois           | 7        | @ Clippers de Los Angeles | 8 mai 2015    |
| Lancers francs réussis     | 6                | Pelicans de La Nouvelle-Orléans | 12 avril 2015    | 2        | Clippers de Los Angeles   | 6 mai 2015    |
| Lancers francs tentés      | 6                | Pelicans de La Nouvelle-Orléans | 12 avril 2015    | 2        | 4 fois                    | 4 fois        |
| Rebonds offensifs          | 4                | Trail Blazers de Portland       | 5 février 2014   | 2        | @ Clippers de Los Angeles | 8 mai 2015    |
| Rebonds défensifs          | 7                | @ Jazz de l'Utah                | 8 avril 2016     | 5        | @ Celtics de Boston       | 3 mai 2013    |
| Rebonds totaux             | 7                | 2 fois                          | 2 fois           | 5        | @ Celtics de Boston       | 3 mai 2013    |
| Passes décisives           | 10               | @ Grizzlies de Memphis          | 18 février 2014  | 6        | 2 fois                    | 2 fois        |
| Interceptions              | 8                | Heat de Miami                   | 13 janvier 2016  | 5        | @ Celtics de Boston       | 26 avril 2013 |
| Contres                    | 1                | 6 fois                          | 6 fois           | 1        | Pacers de l'Indiana       | 7 mai 2013    |
| Balles perdues             | 6                | @ Suns de Phoenix               | 13 avril 2016    | 2        | 4 fois                    | 4 fois        |
| Minutes jouées             | 42               | @ Bobcats de Charlotte          | 15 avril 2013    | 30       | @ Celtics de Boston       | 26 avril 2013 |

- Double-double : 0
- Triple-double : 0